# 179 Klytaemnestra
179 Klytaemnestra је астероид главног астероидног појаса са пречником од приближно 77,69 km.
Афел астероида је на удаљености од 3,319 астрономских јединица (АЈ) од Сунца, а перихел на 2,627 АЈ.
Ексцентрицитет орбите износи 0,116, инклинација (нагиб) орбите у односу на раван еклиптике 7,809 степени, а орбитални период износи 1872,663 дана (5,127 година).
Апсолутна магнитуда астероида је 8,15 а геометријски албедо 0,160.
Астероид је откривен 11. новембра 1877. године.